# Musix
Musix GNU+Linux fue una distribución de Linux presentada en LiveCD Live-DVD y Live-USB basada en Knoppix, Kanotix y Debian. Por esta razón y por eliminar el software privativo contenido en sus distribuciones madres es considerada un sistema operativo 100% libre. Está principalmente destinado a músicos, artistas en general, y fue preparado para la enseñanza artística en salones de clase. Es una de las primeras (y de las pocas) distribuciones de Linux reconocidas como 100% libres por la Free Software Foundation.
El iniciador del proyecto y codirector del mismo junto al brasileño Gilberto Gorges en la actualidad es el argentino Marcos Germán Guglielmetti, acompañado por un grupo de una docena de desarrolladores tales como los españoles Daniel Vidal Chornet o José Antonio González García. 
Musix GNU+Linux es también resultado del trabajo colaborativo de toda una comunidad de usuarios y programadores, comenzando en Argentina pero logrando reunir un grupo internacional compuesto por brasileños, españoles, uruguayos, estadounidenses, mexicanos, costarricenses, etc.
Su última versión es la 3.0.1 liberada en marzo de 2014. En 2017 se comenzó a desarrollar Musix 4 lanzándose una campaña de donaciones.
En 2019 se declaró como discontinuada en el sitio de la FSF.

## Características
El sistema en versión Live-CD posee más de 1350 paquetes de software, corre directamente desde la lectora de CD/DVD de un modo ágil y funcional, sin necesidad de instalar nada en el disco duro, pero puede ser instalado con relativa facilidad en el PC si se desea.
Esta distribución GNU/Linux es una de las pocas que combina el manejador de ventanas IceWM con el administrador de fondos de escritorio y archivos Rox-Filer, logrando un escritorio de apenas 18mb en cuanto a consumo de memoria RAM, lo cual redunda en menor utilización  del procesador porque los programas son más sencillos, brindando un gran desempeño en cualquier tipo de hardware que encuentra sentido también en la facilidad de uso.
Musix también cuenta con el escritorio avanzado KDE, con Fluxbox y Openbox, para aquellos usuarios que deseen realizar sus actividades en otros entornos de escritorio más livianos o más pesados. En Musix 2.0 el escritorio predeterminado fue cambiado por el completo KDE debido a que a fines de 2009 las computadoras de escritorio y notebooks podían procesar datos de audio en tiempo real de forma mucho más eficiente que en 2005 cuando el proyecto fuera iniciado, de todas formas el usuario puede elegir entre una variedad de escritorios livianos.
Entre los programas destacados, están Rosegarden, Ardour y Solfege, ambos para músicos, Inkscape para diseño vectorial, GIMP para manipulación de imágenes, Cinelerra para la edición de video, y AbiWord como procesador de textos.
Musix posee su propia comunidad de usuarios en español, inglés y actualmente está formando una comunidad de usuarios de habla portuguesa. La comunicación entre los miembros se realiza mediante el foro, chat en el canal musix del IRC Freenode y mediante listas de e-mail sobre todo.
Las imágenes ISO de CD y DVD están alojadas en los servidores web de Free Software Foundation, la organización que dio origen al Software Libre, en Zonainter, Ourproject y otros mirrors de Universidades alrededor del mundo.